# Гоулд Бар (Вашингтон)
Гоулд Бар (енгл. Gold Bar) град је у америчкој савезној држави Вашингтон. По попису становништва из 2010. у њему је живело 2.075 становника.

## Демографија
Према попису становништва из 2010. у граду је живело 2.075 становника, што је 61 (3,0%) становника више него 2000. године.
| Група             | 2000.         | 2010.         |
| Белци             | 1.812 (90,0%) | 1.727 (83,2%) |
| Афроамериканци    | 8 (0,4%)      | 12 (0,6%)     |
| Азијати           | 26 (1,3%)     | 20 (1,0%)     |
| Хиспаноамериканци | 66 (3,3%)     | 210 (10,1%)   |
| Укупно            | 2.014         | 2.075         |